# Chitala blanci
Chitala blanci is een straalvinnige vissensoort uit de familie van de mesvissen (Notopteridae). De wetenschappelijke naam van de soort is voor het eerst geldig gepubliceerd in 1965 door d'Aubenton.